# 志立正知
志立 正知（しだち まさとも、1958年-　）は、日本の国文学者。秋田大学教育文化学部教授。

## 来歴
1958年（昭和33年）、東京都生まれ。1982年（昭和57年）3月、東北大学文学部国文学科卒業。1986年（昭和61年）3月、東北大学文学研究科（国文学国語学日本思想史学）修士課程を修了。東北大学において文学修士および博士号の学位を取得。専門は国文学（主として中世軍記および伝承研究）。
1988年（昭和63年）4月より1993年（平成5年）3月まで山形県立米沢女子短期大学講師、1993年4月から1996年（平成8年）3月まで同短期大学の助教授、1998年（平成10年）4月から2004年（平成16年）9月まで秋田大学教育文化学部助教授、同年10月以降は秋田大学日本・アジア文化講座教授を務める。2015年（平成27年）現在、「日本の古典文学」「日本文化基礎論」「日本文化論」「日本文化論講読演習」などの授業を担当している。 

## 著書

### 単著
- 『「平家物語」語り本の方法と位相』汲古書院、2004年5月。ISBN 4762934593。
- 『「歴史」を創った秋田藩―モノガタリが生まれるメカニズム―』笠間書院、2009年1月。ISBN 4305703955。

### 共著
- 志立・鈴木則郎・佐倉由泰・原田香織・紙宏行・佐藤晃 著、鈴木則郎（編） 編『中世文芸の表現機構』おうふう、1998年10月。ISBN 4273030403。
- 志立・近藤信行・高田宏・立松和平・渋澤龍子他『西行歌枕―その生涯と名歌の舞台を旅する―』マガジン・マガジン、2008年4月。ISBN 4896446658。
- 志立・鈴木則郎・佐倉由泰・原田香織・紙宏行・佐藤晃『平家物語　「伝統」の受容と再創造』おうふう、2011年5月。ISBN 4273036339。

## 論文
- 「屋代本「平家物語」と覚一本「平家物語」の性格--「鹿の谷事件」の叙述を中心に」『文芸研究』第115号、日本文芸研究会、1987年5月、23-34頁、NAID 40003413615。
- 「語り系本「平家物語」の物語的構築性についての一考察--「高倉院崩御」の記事を中心に」『文芸研究』第118号、日本文芸研究会、1988年5月、13-23頁、NAID 40003413636。
- 「「平家物語」の抒情的叙述--巻1〜6におけるその効果・機能について」『文芸研究』第123号、日本文芸研究会、1990年1月、43-52頁、NAID 40003413734。
- 「「大鏡」の<筆記者>--1人称の表現主体としての機能をめぐって」『文芸研究』第128号、日本文芸研究会、1991年4月、29-38頁、NAID 40003413734。
- 「平家物語の今日から明日へ--浪漫と実証と （平家物語--語りのテキスト<特集>）」『国文学 解釈と教材の研究』第40巻第5号、学灯社、1995年4月、23-41頁、NAID 40001357160。

- 「「天姓不信第一の人」 : 覚一本『平家物語』の表現形成（読む）」『日本文学』第46巻第12号、日本文学協会、1997年12月、72-75頁、NAID 110009911279。
- 「『平家物語』屋代本の形成過程に関する試論 : 平家都落記事をめぐって」『日本文学』第49巻第2号、日本文学協会、2000年2月、11-22頁、NAID 110009904480。

- 「『平家物語』覚一本の形成過程に関する試案--語り本とは何かを考えるために」『国語と国文学』第77巻第411号、至文堂、2000年4月、32-43頁、NAID 40001298233。
- 「神功皇后--羽後における伝承とその背景 （特集=古典文学に見る日本海） -- （伝説の移動と定着）」『国文学 : 解釈と鑑賞』第69巻第11号、ぎょうせい、2004年11月、190-195頁、NAID 40006449700。
- 「羽後佐竹領における八幡太郎義家伝承の形成（特集 十六・十七世紀の奥羽世界と武家の物語）」『軍記と語り物』第41号、軍記・語り物研究会、2005年3月、22-40頁、NAID 40007404576。
- 「『平家物語』の表現と〈平家物語〉--中世における享受という視点を中心に （特集 平家物語--世界への発信）」『國文學 解釈と教材の研究』第52巻第15号、學燈社、2007年12月、70-77頁、NAID 40015674594。
- 「鎌倉期における関東武士の自己意識と『平家物語』」『国語と国文学』第85巻第11号、至文堂、2008年11月、67-77頁、NAID 40016274448。
- 「中世における『平家物語』享受の位相--「物語」と「歴史」の狭間」『文芸研究』第167号、日本文芸研究会、2009年3月、1-10頁、NAID 40016631641。
- 「東北領主層の認識を通してみる〈日本〉 （シンポジウム 〈日本〉像の再検討--〈東北〉を視座に）」『説話文学研究』第44号、説話文学会、2009年7月、129-136頁、NAID 40016788670。
- 「『平家物語』の〈終わり〉を読む--盛衰記における断絶平家記事の欠落 （特集 〈終わり〉を読む--古典文学篇） -- （〈終わり〉を読む）」『国文学 : 解釈と鑑賞』第75巻第3号、ぎょうせい、2010年3月、135-144頁、NAID 40016952197。
- 「秋田安藤氏の系譜言説形成とその背景 （特集 〈過去〉と〈未来〉を結ぶ中世）」『日本文学』第59巻第7号、日本文学協会、2010年7月、46-55頁、NAID 40017181568。
- 「中世散文 見直しを迫られる文学研究のパラダイム （特集 平成二十一（二〇〇九）年（自1月至12月） 国語国文学界の動向）」『文学・語学』第201号、全国大学国語国文学会、2011年11月、84-87頁、NAID 40019163742。
- 「秋田における〈歴史〉の創造と説話 （六月大会シンポジウム 地域と説話 : 和歌・歴史・修験）」『説話文学研究』第47号、説話文学会、2012年7月、15-26頁、NAID 40016788670。
- 「国語教育における「古典」 （特集 教科書と文学(2)）」『日本文学』第64巻第1号、日本文学協会、2015年1月、22-31頁、NAID 40020321476。
- 「近世地誌にみる〈いくさ〉の記憶 （特集 「いくさ」と文学）」『文学』第16巻第2号、岩波書店、2015年3月、167-180頁、NAID 40020405097。